# Hedyotis ovata
Hedyotis ovata là một loài thực vật có hoa trong họ Thiến thảo. Loài này được Thunb. ex Maxim. mô tả khoa học đầu tiên năm 1883.